# Canton de Serrières
Le canton de Serrières est une ancienne division administrative française située dans le département de l'Ardèche et la région Rhône-Alpes.

## Géographie
Ce canton, le plus septentrional du département de l’Ardèche, était organisé autour de Serrières dans l'arrondissement de Tournon-sur-Rhône. Son altitude variait de 121 mètres à Andance jusqu'à 753 mètres à Brossainc pour une altitude moyenne de 317 mètres.

## Représentation

### Conseillers généraux de 1833 à 2015
| Période | Période          | Identité                      | Étiquette            | Qualité |
| ------- | ---------------- | ----------------------------- | -------------------- | --- |
| 1833    | 1844             | Jean Gauthier                 |                      | Maire de Serrières |
| 1844    | 1848             | Étienne Gauthier              |                      | Banquier Adjoint au maire de Lyon |
| 1848    | 1850 (démission) | Antoine Chèze                 |                      | Propriétaire à Serrières |
| 1850    | 1852             | Melchior Garde                |                      | Propriétaire, maire de Serrières |
| 1852    | 1856             | Eugène Garde                  |                      | Notaire, maire de Serrières |
| 1856    | 1861             | Étienne Gauthier              |                      | Banquier, propriétaire Adjoint au maire de Lyon                                                                                                |
| 1861    | 1865             | Michel Boissonnet             |                      | Notaire à Lyon |
| 1865    | 1880             | Franck Roux                   | Droite               | Rentier à Peaugres |
| 1880    | 1886             | Maxime Rebatel                | Républicain          | Notaire - Maire de Serrières |
| 1886    | 1920             | Jules Roche                   | FR                   | Avocat Maire de Serrières Député du Var (1881-1885) Député de Savoie (1885-1898) Député de l'Ardèche (1898-1919) Ministre (1890-1892)          |
| 1920    | 1935             | Henri de Canson               | Rad.ind.             | Propriétaire Maire de Colombier-le-Cardinal |
| 1935    | 1940             | Louis-Félix Serve (1891-1977) | PAPF                 | Notaire - Maire de Félines, conseiller d'arrondissement Nommé conseiller départemental en 1942                                                 |
|         |                  |                               |                      | |
| 1945    | 1951             | Louis Dijon                   | Rad.                 | Notaire à Serrières |
| 1951    | 1970             | Louis-Félix Serve             | CNI                  | Notaire - Maire de Félines Suppléant du député Louis Roche-Defrance (1962-1967)                                                                |
| 1970    | 2001             | Henri Torre                   | UDR puis RI puis RPR | Directeur de société président du conseil général (1979-1998) Député (1968-1980) Sénateur (1980-2008) Maire de Boulieu-lès-Annonay (1969-1983) |
| 2001    | 2015             | Denis Duchamp                 | DVG                  | Contrôleur de travaux Maire de Félines (1992-2020)                                                                                             |

### Conseillers d'arrondissement (de 1833 à 1940)
| Période                                  | Période | Identité                                    | Étiquette           | Qualité |
| ---------------------------------------- | ------- | ------------------------------------------- | ------------------- | --- |
| 1833                                     | 1839    | Jean Louis Lajard                           |                     | Maire d'Andance                                                                                             |
| 1839                                     | 1845    | Jean Louis Baron                            |                     | Maire de Charnas                                                                                            |
| 1845                                     | 1848    | Jean Pierre Nicolas Coste-Foron (1783-1867) |                     | Juge de paix à Serrières, propriétaire à Peyraud                                                            |
|                                          |         |                                             |                     | |
| 1889                                     | 1895    | Charles Laurent (1851-1902)                 | Républicain         | Maire d'Andance                                                                                             |
| 1895                                     |         | Jules Vallet                                | Républicain libéral | Notaire, adjoint au maire de Serrières                                                                      |
|                                          |         |                                             |                     | |
| 1931                                     | 1935    | Félix Serve                                 | PAPF                | Notaire - Maire de Félines                                                                                  |
| 1935                                     | 1940    | Ludovic Boucherand (1879-1964)              | Union nationale     | Agriculteur, maire de Saint-Désirat                                                                         |
| 1940                                     |         |                                             |                     | Les conseils d'arrondissement ont été suspendus par la loi du 12 octobre 1940 et n'ont jamais été réactivés |
| Les données manquantes sont à compléter. |         |                                             |                     | |

## Composition

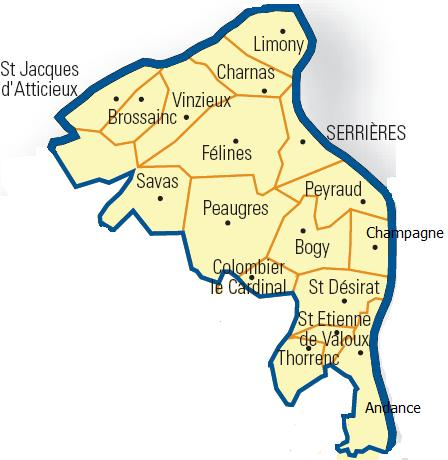
Carte du canton

Le canton de Serrières regroupait dix-sept communes. 
| Nom                       | Code Insee | Intercommunalité        | Superficie (km2) | Population (dernière pop. légale) | Densité (hab./km2) |
| ------------------------- | ---------- | ----------------------- | ---------------- | --------------------------------- | ------------------ |
| Serrières (chef-lieu)     | 07313      | CA Annonay Rhône Agglo  | 3,96             | 1 155 (2014)                      | 292                |
| Andance                   | 07009      | CC Porte de DrômArdèche | 6,52             | 1 163 (2014)                      | 178                |
| Bogy                      | 07036      | CA Annonay Rhône Agglo  | 7,02             | 424 (2014)                        | 60                 |
| Brossainc                 | 07044      | CA Annonay Rhône Agglo  | 4,38             | 252 (2014)                        | 58                 |
| Champagne                 | 07051      | CC Porte de DrômArdèche | 4,10             | 628 (2014)                        | 153                |
| Charnas                   | 07056      | CA Annonay Rhône Agglo  | 5,39             | 894 (2014)                        | 166                |
| Colombier-le-Cardinal     | 07067      | CA Annonay Rhône Agglo  | 2,50             | 271 (2014)                        | 108                |
| Félines                   | 07089      | CA Annonay Rhône Agglo  | 14,00            | 1 533 (2014)                      | 110                |
| Limony                    | 07143      | CA Annonay Rhône Agglo  | 7,22             | 724 (2014)                        | 100                |
| Peaugres                  | 07172      | CA Annonay Rhône Agglo  | 14,44            | 2 002 (2014)                      | 139                |
| Peyraud                   | 07174      | CC Porte de DrômArdèche | 5,96             | 526 (2014)                        | 88                 |
| Saint-Désirat             | 07228      | CA Annonay Rhône Agglo  | 7,31             | 872 (2014)                        | 119                |
| Saint-Étienne-de-Valoux   | 07234      | CC Porte de DrômArdèche | 2,36             | 287 (2014)                        | 122                |
| Saint-Jacques-d'Atticieux | 07243      | CA Annonay Rhône Agglo  | 4,97             | 314 (2014)                        | 63                 |
| Savas                     | 07310      | CA Annonay Rhône Agglo  | 12,44            | 912 (2014)                        | 73                 |
| Thorrenc                  | 07321      | CA Annonay Rhône Agglo  | 3,67             | 236 (2014)                        | 64                 |
| Vinzieux                  | 07344      | CA Annonay Rhône Agglo  | 6,87             | 442 (2014)                        | 64                 |

## Démographie
| 1962  | 1968  | 1975  | 1982  | 1990  | 1999  | 2006   | 2011   | 2012   |
| ----- | ----- | ----- | ----- | ----- | ----- | ------ | ------ | ------ |
| 7 059 | 7 050 | 7 115 | 7 773 | 8 845 | 9 783 | 11 415 | 12 149 | 12 297 |